# تيتسويا ماتسوناغا
تيتسويا ماتسوناغا (باليابانية: 松永鉄也؛ بالكانا: まつなが てつや) هو متسابق يخت ياباني، ولد في 15 أبريل 1979 في كيوتو في اليابان.

## وصلات خارجية
- تيتسويا ماتسوناغا على موقع الاتحاد الدولي للملاحة الشراعية (موقع جديد) (الإنجليزية)
- تيتسويا ماتسوناغا على موقع اللجنة الأولمبية الدولية (الإنجليزية)
- تيتسويا ماتسوناغا على موقع أوليمبيديا (الإنجليزية)